# Westernland (Schiff, 1883)
Die Westernland (I) war ein 1883 in Dienst gestelltes Passagierschiff der belgisch-amerikanischen Reederei Red Star Line, das im Passagierverkehr auf der Route Antwerpen–New York eingesetzt wurde. Das Schiff wurde 1912 abgewrackt.

## Das Schiff
Das 5736 BRT große, aus Stahl gebaute Dampfschiff Westernland wurde auf der Schiffswerft Laird Brothers in der englischen Hafenstadt Birkenhead gebaut und lief dort am 4. August 1883 vom Stapel. Sie war das bis dahin größte Schiff, das bei dieser Werft vom Stapel lief. Das 134,11 Meter lange und 14,38 Meter breite Schiff hatte zwei Schornsteine, vier Masten, ein gerades Heck, eine vierblättrigre, stählerne Einzelschraube und Unterkünfte für 80 Passagiere der Ersten, 60 der Zweiten und 1.200 der Dritten Klasse. In den Laderäumen war Platz für 5.000 Tonnen Fracht.

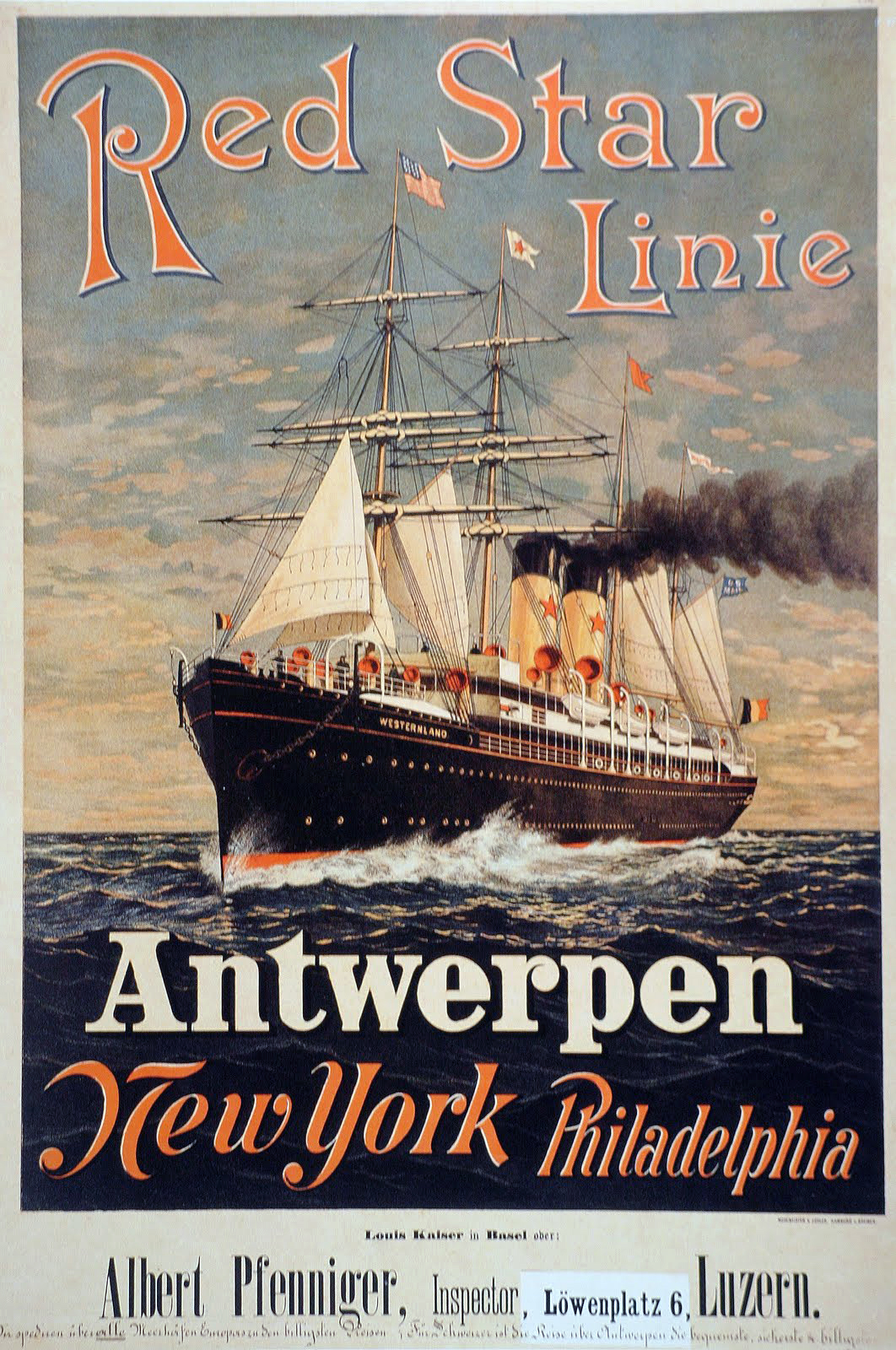
Werbeplakat für die Westernland.

Die Korridore, die zu den Aufenthaltsräumen und Kabinen führten, waren überwiegend mit Teakholz getäfelt und mit Zierleisten aus Satinholz versehen. Der mit Vogelaugenahorn dekorierte Hauptsalon befand sich am vorderen Ende des Hauptdecks und war mit elektrischen Licht, Lüftung und einem Oberlicht ausgestattet. In einem Deckhaus über dem Hauptsalon befand sich der in Gold gehaltene Damensalon. Über dem Salon fand man außerdem das Promenadendeck und den Rauchsalon. Die elektrischen Lampen, die in den Salons und Kabinen verwendet wurden, stammten von Siemens Brothers & Co. Von den vier Decks waren drei komplett aus Stahl konstruiert. Das Schiff wurde von einer zweizylindrige Verbunddampfmaschine angetrieben, die 4.000 PSi leisteten und eine Höchstgeschwindigkeit von 14 Knoten (25,9 km/h) erbrachten. In vier stählernen Doppelender-Kesseln mit 24 Feuerungen wurde der nötige Dampf erzeugt.
Am 3. November 1883 lief die Westernland unter belgischer Flagge zu ihrer Jungfernfahrt von Antwerpen nach New York aus. Das Kommando hatte Kapitän William G. Randle, der seit Jahren für die Red Star Line im Dienst stand und viele ihrer Schiffe kommandierte. In den Morgenstunden des 27. November 1886 wurde die Westernland auf einer Fahrt von Antwerpen nach New York frontal von zwei aufeinander folgenden Monsterwellen getroffen, wodurch vier Besatzungsmitglieder und zwei Passagiere ums Leben kamen und mindestens 15 Personen verletzt wurden.
Die Westernland befuhr diese Route bis 1901, als sie der American Line (American Steamship Company) mit Sitz in Philadelphia übergeben wurde. Für diese Reederei lief sie im Mai 1901 mit Platz für 170 Passagiere der Zweiten und 1.200 der Dritten Klasse erstmals von Liverpool nach New York aus. Im Jahr 1906 absolvierte die Westernland wieder drei Überfahrten für die Red Star Line im Antwerpen-New York-Service, wonach sie wieder an die American Line ging. Im September 1908 legte das Schiff zu seiner letzten Fahrt für die American Line von Liverpool nach Philadelphia ab. 1912 wurde die Westernland schließlich abgewrackt.